# Aleksios Fetsis
Aleksios Fetsis (gr. Αλέξιος Φέτσης) – grecki strzelec. Brał udział w Letnich Igrzyskach Olimpijskich 1896 w Atenach.
Fetsios rywalizował w dwóch konkurencjach strzeleckich. W konkurencji karabinu wojskowego zajął jedenaste miejsce z wynikiem 894 punktów. W drugiej serii 10 strzałów zdobył 272 punkty. Jego wynik i miejsce w konkurencji karabinu dowolnego w trzech postawach jest nieznane, z wyjątkiem tego, że nie zdobył medalu.